# Никжентайтис, Альвидас
А́львидас Никжента́йтис (лит. Alvydas Nikžentaitis; 18 октября 1961, Панямуне, Юрбаркский район, Литва) — литовский историк; хабилитированный доктор гуманитарных наук, доцент кафедры истории Литвы исторического факультета Вильнюсского педагогического университета, директор Института истории Литвы.

## Биография
В 1979—1984 годах учился на историческом факультете Вильнюсского университета. С 1984 года работал научным сотрудником в отделе истории Великого княжества Литовского Института истории Литвы.
В 1988 году защитил диссертацию на соискание учёной степени кандидата исторических наук «Борьба литовского народа против агрессии немецких феодалов в первой половине XIV в.» („Lietuvių tautos kova prieš vokiečių feodalų agresiją XIV a. pirmojoje pusėje“; нострифицирована в 1992 году). В 1992 году вместе с Владасом Жулкусом основал центр истории Западной Литвы и Пруссии при Клайпедском университете и стал его директором. В 1993—1998 годах был заведующим кафедрой истории Клайпедского университета, с 1998 года научный сотрудник центр истории Западной Литвы и Пруссии.
Габилитационную работу на тему «Дохристианское общество Литвы XIII—XIV веков» („Ikikrikščioniška Lietuvos visuomenė XIII–XIV a.“) защитил в Вильнюсском университете в 1999 году. С 2000 года по 2008 год директор Института истории Литвы.
Основной круг проблематики исследований включает вопросы национальной идентичности в Средние века и в XX веке, национально-политических стереотипов XIX—XX веков, политической нации ВКЛ.